# 前201年
| 千纪： | 前1千纪 |
| 世纪： | 前4世纪 \| 前3世纪 \| 前2世纪                                                                                         |
| 年代： | 前230年代 \| 前220年代 \| 前210年代 \| 前200年代 \| 前190年代 \| 前180年代 \| 前170年代                               |
| 年份： | 前206年 \| 前205年 \| 前204年 \| 前203年 \| 前202年 \| 前201年 \| 前200年 \| 前199年 \| 前198年 \| 前197年 \| 前196年 |
| 纪年： | 西汉汉高帝六年 |

## 大事记
- 第二次布匿战争结束，迦太基向羅馬割地賠款求和，此後再無力與羅馬抗衡。
- 馬其頓王國在希俄斯島戰役敗於羅德島、帕加馬、基濟科斯和拜占庭的聯合艦隊，戰後羅德島艦隊離開希俄斯島並航向南方的萊德島，隨後马其顿王国舰队与罗德岛舰队展开莱德岛战役，但因馬其頓王國艦隊先前在希俄斯島戰役損耗許多戰力，儘管擊敗了羅德島艦隊，卻無法給予毀滅打擊。
- 鍾離昧被韓信逼迫而自殺。
- 十二月劉邦會諸侯于陳縣，彭越、英布、韓信都到了陳縣與劉邦會合，劉邦擒獲韓信，劉邦帶韓信回洛陽後，以擅自攻打齊國原因貶為淮陰侯。
- 秋九月，匈奴圍馬邑，韓王信上書長安告急求援。劉邦疑韓王信與匈奴合謀，遣使責備韓王信，韓王信向匈奴投降。
- 冬十月，漢高祖親征韓王信，破信於銅鞮。韓王信逃入匈奴，與其將曼丘臣、王黃共立戰國時趙國之後趙利為王，收散兵，與匈奴聯軍攻漢。韓王信獻出了國都馬邑，並率軍攻打太原。
- 漢高帝置廣漢郡，轄13縣。

## 逝世
- 鍾離昧，秦朝末年項羽部將。